# Opecarcinus granulatus
Opecarcinus granulatus is een krabbensoort uit de familie van de Cryptochiridae. De wetenschappelijke naam van de soort is voor het eerst geldig gepubliceerd in 1936 door Shen.